# 애비게일 워시번
애비게일 워시번(Abigail Washburn, 1977년 11월 10일 ~ )은 미국의 가수이다.